# Bundesregierung Kreisky III
Die österreichische Bundesregierung Kreisky III wurde nach der Nationalratswahl vom 5. Oktober 1975 gebildet, die die absolute SPÖ-Mandatsmehrheit bestätigt hatte. Sie unterschied sich anfangs nicht vom Kabinett Kreisky II; während ihrer Amtsperiode wurden in sechs Ressorts die Minister, teils zweimal, ausgetauscht. Die erste Regierungsumbildung erfolgte am 1. Oktober 1976, die zweite am 8. Juni 1977.
Bundespräsident Rudolf Kirchschläger ernannte das Kabinett am  28. Oktober 1975. Drei Tage nach der Nationalratswahl am 6. Mai 1979, die die absolute SPÖ-Mandatsmehrheit neuerlich bestätigte, trat das Kabinett am 9. Mai 1979 zurück und wurde bis zum 5. Juni 1979 (Antritt der Bundesregierung Kreisky IV) vom Bundespräsidenten mit der Fortführung der Geschäfte betraut.
| Bundesminister (für)          | Amtsinhaber | Partei                  | Staatssekretär |
| ----------------------------- | --- | ----------------------- | --- |
| Bundeskanzler                 | Bruno Kreisky | SPÖ                     | Ernst Eugen Veselsky (SPÖ, bis 5. Oktober 1977) Elfriede Karl (SPÖ) Karl Lausecker (SPÖ, bis 8. Juni 1977) Franz Löschnak (SPÖ, ab 8. Juni 1977) Adolf Nußbaumer (ab 5. Oktober 1977) |
| Vizekanzler                   | Rudolf Häuser (auch Sozialminister, bis 30. September 1976) Hannes Androsch (auch Finanzminister, ab 1. Oktober 1976) | beide SPÖ               | |
| Soziale Verwaltung            | Rudolf Häuser (bis 30. September 1976) Ingrid Leodolter (am 1. Oktober 1976) Gerhard Weißenberg (ab 1. Oktober 1976)  | alle SPÖ                | |
| Auswärtige Angelegenheiten    | Erich Bielka (bis 30. September 1976) Bruno Kreisky (am 1. Oktober 1976) Willibald Pahr (ab 1. Oktober 1976)          | parteilos SPÖ parteilos | |
| Inneres                       | Otto Rösch (bis 8. Juni 1977) Erwin Lanc (ab 8. Juni 1977)                                                            | beide SPÖ               | |
| Unterricht und Kunst          | Fred Sinowatz | SPÖ                     | |
| Justiz                        | Christian Broda | SPÖ                     | |
| Finanzen                      | Hannes Androsch | SPÖ                     | |
| Land- und Forstwirtschaft     | Oskar Weihs (bis 30. September 1976) Josef Staribacher (am 1. Oktober 1976) Günter Haiden (ab 1. Oktober 1976)        | alle SPÖ                | Günter Haiden (bis 30. September 1976) Albin Schober (ab 1. Oktober 1976) |
| Handel, Gewerbe und Industrie | Josef Staribacher | SPÖ                     | |
| Verkehr                       | Erwin Lanc (bis 8. Juni 1977) Karl Lausecker (ab 8. Juni 1977)                                                        | beide SPÖ               | |
| Landesverteidigung            | Karl Lütgendorf (bis 31. Mai 1977) Bruno Kreisky (ab 31. Mai 1977) Otto Rösch (ab 8. Juni 1977)                       | parteilos SPÖ           | |
| Bauten und Technik            | Josef Moser | SPÖ                     | |
| Wissenschaft und Forschung    | Hertha Firnberg | SPÖ                     | |
| Gesundheit und Umweltschutz   | Ingrid Leodolter | SPÖ                     | |